# 제766독립보병연대
제766독립보병연대는 한국 전쟁 당시 잠시 존재했던 북한 조선인민군(KPA)의 경보병 부대였다. 북한 회령시에 본부를 두었으며, 766부대라고도 알려져 있다. 수륙양용전이나 비정규전 등에서 대대적으로 훈련받았으며, 코만도 특수부대로 여겨졌다. 먼저 해상에서 공격을 감행한 후에 다른 북한 부대를 이끌고 공격작전을 벌이면서 적진 뒤로 침투하고 적의 보급과 통신을 교란시키는 훈련을 받았다.
1949년 조직된 766부대는 1950년 6월 25일 전쟁이 발발하기 최소 1년 전부터 훈련을 받았다. 전쟁이 일어난 날 부대의 절반이 한국의 육해군을 상대로 북한군을 이끌었으며, 며칠간의 교전을 진행하며 계속 남하를 진행하였으며, 이후 6주 동안은 계속 북한군의 전진 부대로 활동하며 남쪽으로 내려갔다. 이후 물자 부족과 사상자의 증가로 고통을 받다, 유엔군의 한국 철수를 위해 부산 교두보 전투에 투입되기도 하였다.
766부대는 포항 전투에서 유엔군으로부터 마을을 쟁취하기 위해 싸웠다. 하지만 UN의 해군과 공군에 시달리며 계속되는 전투로 막대한 손실을 입었으며, 결국은 전장에서 물러났다. 이후 다른 조선인민군의 부대 집단에 합류해 북쪽으로 퇴각하다가 해체되면서 제12사단에 흡수되었다.

## 조직
제766독립보병연대는 창설과 동시에 각양각색의 규모로 조직되었으며, 단독으로 행동할 수 있는 소형부대 다수로 구성되어 있었다. 결국 대규모의 한 연대로 크기가 강화되어 3천여 명의 병력이 6개 대대에 걸쳐 균등하게 편성됐다. 조선인민군 육군 본부에 직접 소속된 채로 만들어졌고, 오진우 대좌의 휘하에 부대 전체가 활동하게 되었다. 전쟁이 시작되기 전, 부대는 대한민국 해군의 부산항을 공격하였지만, 수송선이 침몰하면서 대대 3개에 소속되어 있던 장병 500여 명이 모두 사망하였다. 이후 해체되기까지 1,500명 이하의 병력으로 3개 대대 이상 소집하지 못하였다.

## 역사

### 탄생
한국 전쟁이 일어나기 전 수년 동안 북한 지도부는 남침 계획을 세웠고, 남쪽으로 보낼 특공대와 특수부대를 대거 창설하기 시작하였다. 이들 부대는 전쟁 전이나 전쟁 중에 한국군 부대에 대한 공격, 사보타주, 테러 작전과 반란을 유도하는 것으로 한국의 권위를 떨어뜨렸다. 수백 명의 특공대가 이런 일을 하기 위해 남한에 파견되었고, 전쟁이 끝날 무렵에는 최대 3,000여 명의 특공대가 훈련을 받고 무장하였다. 이 시기 북한 지도부에서는 또한 대규모 재래식 부대를 창설하여 실제 침공 중 전진군의 역할을 하도록 지시하기도 하였다. 제766독립보병연대는 1949년 4월 북한 회령시에 위치한 제3군관학교에서 창설되었다. 이 학교는 코만도를 양성하기 위해 특별히 만들어진 것으로, 원래 766부대는 북한 경보병 특공대를 감독하기 위한 것이었다. 이후 1년 동안 766부대는 비정규전과 수륙양용전 등에 관한 훈련을 받았다. 이 시기에 부대가 6개 대대 3,000여 명의 규모로 확대됐다.
1950년 6월 전쟁이 시작하기 전, 766부대는 훈련을 마치고 양양에서 전선으로 옮겨졌고, 제5사단을 지원하였다. 당시 북한의 계획은 정동진과 임원진 동부의 해안은 766부대가 제549부대와 함께 수륙양용전을 펼치는 것이었다. 이 수륙양용 작전은 대한민국 육군의 후방 지역으로 가 조선인민군의 제2군단이 북쪽에서 실행하는 정면 공격을 지원하는 형태의 계획을 진행할 예정이었다. 766부대는 6월 23일까지 제자리를 지키며 공격에 대비하였고, 부대를 원산항과 간성항으로 옮겨 배에 탑승하도록 하였다. 766부대 3천여 명, 제549부대 3천여 명, 제5사단 11,000여 명까지 총 17,000여 명이 제8사단의 6,866명 규모를 2.1대 1의 비율로 앞섰다. 정면 공격과 상륙 작전의 조합은 한국군의 사단을 격파하고 이를 지원하는 증강 병력의 이동을 막을 것으로 예상되었다.
766부대는 공격을 위해 세 그룹으로 나뉘었다. 3개 대대는 육지에서 제5사단의 선두지휘를 하였고, 2개 대대는 임원진 상륙을 지휘하였다. 2,500여 명 정도의 규모인 이 그룹은 다시 집결해 북한 부대를 남쪽으로 이끌었다. 그 사이에 3대 대대는 북한에 있는 766부대와 분리되어 부산으로 침투하는 임무를 위해 남쪽으로 파견됐다. 추가 지원으로 병력을 합쳐 600명 규모의 588부대를 창설하였고, 이 588부대는 부산항을 급습하여 유엔군이 부산항에 상륙하지 못하도록 중요 시설을 파괴하는 등의 임무를 맡았다. 그러나 588부대를 실은 병력 수송선이 25일 오전 부산항 외곽에서 유엔 함정에 의해 발각되었고 침몰되면서 3대 대대가 파괴됐다.

### 전쟁 발발
6월 25일 새벽 4시 경, 조선인민군 제5사단은 대한민국의 제10연대의 전방 진지를 공격하기 시작하였다. 3시간 후 766부대의 2개 대대는 모터보트와 돛단배를 이용해 임원진의 마을에 상륙하여 병사를 상륙시키고 남한 주민을 소집하여 보급물자를 설치하도록 하였다. 이후 두 대대는 갈라지면서 한 대대는 태백산맥으로, 나머지 대대는 삼척시 쪽으로 북진하였다. 이때 전방에서 집중 공격을 받고 후방의 공격을 의식한 한국의 제8사단은 긴급히 증원을 요청하였다. 이때 상급 지휘관들은 한국군이 38선 전체에 걸쳐 집중 공격을 받고 있으며, 예비 증원이 없다고 사단장에게 알렸기 때문에 거부됐다.
8사단의 최남단 연대였던 제21연대가 수륙양용 공격에 대응하기 위해 움직이기 시작했다. 제21연대의 1대 대대는 북평에서 옥계 지역으로 이동하여 현지 경찰과 민병대와 연계해 766부대의 전방에 매복하였고, 북진을 막아내었다. 하지만 766부대의 대대 중 최소 한 대대 이상이 밤재에 집결하여 8사단의 주요 보급로 중 하나를 차단하였다. 한국군은 북한군과 싸우는 것을 돕기 위해 민간 민병대를 소집하였지만, 그렇게 큰 효과를 거두지는 못하였다. 궁지에 몰리게 된 8사단은 7월 27일 압도적인 공격과 통신 장애로 인해 철수할 수 밖에 없었다. 이때 한국 제6사단의 퇴각으로 한국 동쪽의 전체가 북쪽에 넘어가게 되었다. 766부대는 초기 공격에서 교두보의 구축과 교신을 교란하는 것을 성공하였다.

### 전진

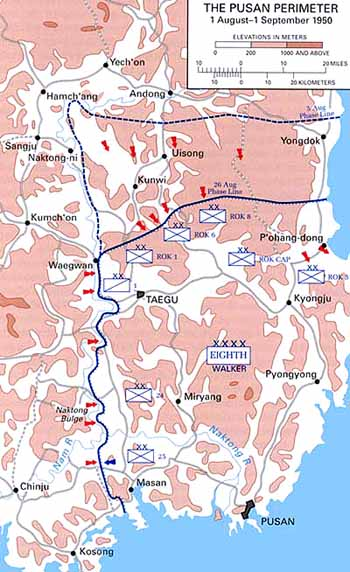
1950년 8월 부산 교두보에서 북한군의 전진을 보여주는 지도

한국군이 퇴각한 가운대 766부대와 549부대, 제5사단은 모두 큰 저항 없이 동쪽에 난 도로를 따라서 남쪽으로 내려오고 있었다. 전방 전체에서 북한군은 한국군에게 패배를 안겨주었고 계속해서 남쪽으로 밀어내고 있었다. 766부대는 산악지대인 동부지역을 통해 이동하면서 내륙으로 갔고, 그곳에서 더 많은 침투를 시도하며 진격대 역할을 했다. 한국 동부 지역의 험준한 지형과 열악한 통신 장비 등이 한국군의 저항을 무마시켰다. 북한군은 이를 이용해 전진하였지만, 한국군이 겪은 문제와 똑같은 문제를 겪기 시작하였다. 5사단과 다른 두 부대는 후방으로부터 위협을 받지 않도록 하기 위하여 강력한 정찰대를 산속으로 보내면서 서서히 남하하기 시작하였다. 그러나 이렇게 보다 신중하게 전진하는 것이 한국군에게는 더 남쪽으로 갈 수 있는 시간을 주기 시작했다. 6월 28일까지 766부대는 울진에서 태백산으로 잠입하며 붕괴된 한국군을 지원하기 위해 미군이 상륙하고 있었던 대구와 부산 사이의 통신을 차단하기 위하여 일월산, 영양, 청송으로 이동하고 있었다.
제3보병사단은 계속 남하하고 있는 3개 부대를 저지하기 위해 울진에 23연대를 투입하였다. 한국군은 북한군에 일련의 지연작전을 펼쳤고, 북한군은 산악지대에 걸쳐 분산되어 있기 때문에 힘을 쓰지 못했다. 이후 한국군은 7월 15일까지 북한군의 진격을 저지할 수 있게 되었다. 7월 10일 766부대는 5사단에서 분리되어 울진에서 정부 수립을 위해 파견된 북한 미간인 선발대를 만났다. 여기서부터 766부대는 작은 무리를 지어 산으로 흩어지게 되었고, 7월 13일 영덕에서 북쪽으로 40km 정도 떨어진 평해리에 도착하였다.
그 다음 주 동안, 766부대와 제5사단은 증가하는 한국군의 병력에 맞닥뜨린 채로 지속해서 남쪽으로 진격하였다. 하지만 UN의 항공 지원이 증가하기 시작하면서 진격 속도는 더욱 느려지게 되었다. 부대는 계속해서 동쪽 측면을 점령하였고, 7월 24일까지 청송-안동 지역에서 진격하여 포항으로 접근하고 있었다. 그 옆에는 조선민인군 제12사단이 위치해 있었다. UN의 공중 및 해군 폭격으로 인해 움직이는 것이 더욱 어려워지면서 남하는 중단되었고, 동시에 북한 부대의 보급이 어려워지기 시작하자 남한에 있는 민간인을 징집하여 물자를 나르도록 하였다.

### 저항
7월 17일, 제5사단은 맹렬한 UN의 공습으로 인해 사단이 큰 손실을 입기 전에 큰 저항 없이 도시를 점령하고 영덕에 진입하였다. 그래도 아직 한국군 제3사단은 포위할 수 있었다. 한편 5사단과 766부대는 7500여 명의 병력으로 축소되어 제3사단의 6,469명을 상대하게 되었다. 766부대는 다시 병력을 집결시켜 도시에 갇힌 제3사단을 둘러쌌다. 그동안 제3사단은 시내에 남아 있는 북한군의 남하를 최대한 지연시키라는 지시가 내려졌다. 이에 북한군을 상당 기간 지연시킨 뒤에 해상으로 대피하였다. 북한군은 포위 작전을 험준한 산악 지형 때문에 수행하지 못하게 되었고, 수적과 장비도 점점 열세로 바뀌어 가기 시작하였다.
7월 28일까지 사단은 여전히 싸움에 휘말리고 있었고, 766부대는 이를 우회화여 도시의 왼쪽 측면에 위치해 있었던 진보 쪽으로 이동하였다. 그러나 766부대는 미국, 영국 해군의 포탄 사격으로 상당한 손실을 입으면서 영덕에서 상당한 차질을 빚게 되었다. 일단 진보에 도착하자 마자 장갑차를 타고 활동하는 한국 경찰과 민병대의 거센 저항에 부딪쳤다. 게다가 공군의 지원까지 받으면서 여태껏 직면한 것 중 가장 강력한 저항을 맞게 되었다. 5사단의 1개 연대만 지원에 참여하며 766부대는 더 이상을 진격을 지속할 수 없었고 29일에 철수하였다. 수도 사단은 766부대가 산속으로 더 이상 못들어오게 막았다. 이후 기병대와 민간 경찰은 766부대에 대항해 반격 작전을 시작하였다. 이들 중에는 766부대를 목표로 하는 특수 게릴라 부대와 전술에 대항하는 부대가 있었다. 한국군은 부산 주변 물류망에 더 가까운 증원 및 지원 확대에 힘입어 월말에는 북한군의 진격을 다시 중단하게 만들었다.
8월 5일 북한군의 12사단은 청송-기계 지역의 한국 수도 사단을 밀어내고 보현산 지역에 침투한 766부대와 만났다. 그들은 아무런 반대 없이 UN이 새로 만든 부산 방어선에 진입하기 위하여 포항을 공격할 준비를 하기 시작하였다. 연대는 제5사단과 공조하여 공격을 개시하라는 명령을 받았다. 조선인민군은 766부대와 5사단이 유엔군 포위 후 부산으로 밀어내기 위한 측면공작을 포함해 경계 전역을 동시다발적으로 공격하였다. 하지만 766부대는 어떠한 강화나 보강이 이루어지지 않았고, UN군과 북한군의 대다수가 대구와 낙동강을 둘러싼 싸움에서 교착되고 있는 동안 북한의 지휘자는 766부대를 UN군에게서 최대한 보이지 않게 움직이려고 계획하였다.
그러나 이때쯤에는 북한 물류가 한계에 다다랐고, 재공급도 갈수록 어려워졌다. 8월 초 이 지역에서 활동 중인 북한 부대는 겨우 얻은 UN의 무기에 의존하고 식량이나 탄약 공급을 거의 받지 못한 채 최대한 발견할 수 있는 것들을 찾기 급급하였다. 766부대는 사기가 올라있었지만 한 달이 넘는 진격으로 지쳐 있었다. 766부대는 이후 유엔 보급선을 격침하고, 소규모의 파괴 공격을 효과적으로 단행하며 자체적으로 장비를 갖추었다.

### 해체
8월 11일 새벽, 300명 규모의 766부대 한 개 대대가 포항의 마을에 진입하여 사람들 사이에 경각심을 불러일으켰다. 이 마을은 한국의 제3사단 후방 경비원으로 구성된 한국의 해군, 공군, 육군의 소규모 병력으로 보호되고 있었던 곳이었다. 한국군은 정오까지 마을 중학교 주변에서 소형 화기로 766부대와 교전하였고, 그 시점에서 북한의 기갑 차량은 766부대의 병력을 강화하고 한국 사람들을 마을 밖으로 빠져나가게 하였다.

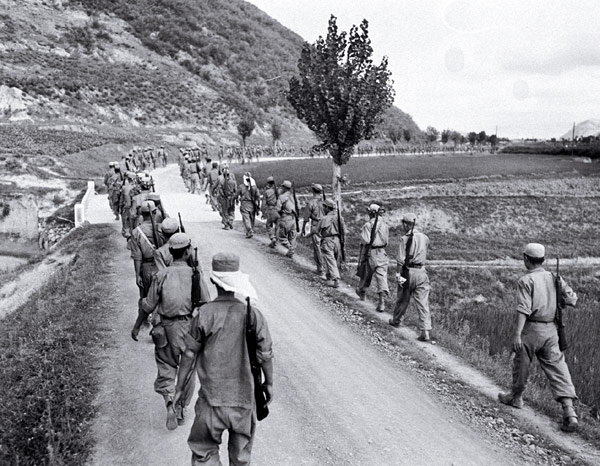

이 마을은 산을 거쳐 경상의 평야로 들어가는 몇 안 되는 노선 중 한 곳이고, UN이 대구에 병력을 강화하기 위해 사용하고 있는 육로와 항로가 이어져 있는 전략적으로 매우 중요한 위치에 있었다. 포항의 함락 소식을 들은 UU 제8군의 사령관 월턴 워커 중위는 즉시 마을에 해공 폭격 명령을 내렸다. 또 북한군의 추가 진격을 막기 위해 한국군과 미군에 마을 주변 지역을 확보하라고 지시하였다. 몇 시간도 되지 않아 연대의 전진부대를 후퇴시키도록 하는 포격이 마을에 발포되고 있었다. 766부대가 모이면서 마을 주변 야산에서 전투가 벌어졌고, 제5사단과 합류하면서 밤이 되어서야 포항에 들어가게 되었다.
UN군은 북한군에 압도적인 병력 숫자로 위협에 대응하였다. 국군의 대규모 병력인 태스크포스 포항이 집결하여 포항에 투입되었고, 766부대와 5사단과 교전하였다. 한국군은 동쪽으로 안강리 쪽으로 공격해 북한군 12사단을 전면 후퇴시켰다. 포위 위협에 시달리게 된 5사단과 766부대는 17일 전면 후퇴 명령을 받았다. 이때 766부대는 원래 인원의 절반인 1500여 명으로 줄어들어 있었다.
766부대는 기계 북쪽 9.7km 정도 떨어져 있는 산인 비학산으로 이동하여 12사단에 합류하였다. 12사단은 전투 중에 1500명으로 인원이 줄어들었고, 2000명의 육군 대체병과 국군 징집병을 동원해 사단을 보충하였다. 766부대는 남은 병력을 고갈된 12사단에 통합하라는 명령도 받게 되었다. 그렇게 1950년 8월 19일 제12사단과 766부대의 합병이 완료되었다. 766부대는 거의 14개월 동안을 훈련 받았으나, 2개월도 채 되지 않아 합병되었다.

## 같이 보기
- 포화 속으로, 포항 전투를 다룬 영화

## 문헌
- Alexander, Bevin (2003), 《Korea: The First War We Lost》, 뉴욕: Hippocrene Books, ISBN 978-0-7818-1019-7
- Appleman, Roy E. (1998), 《South to the Naktong, North to the Yalu: United States Army in the Korean War》, 워싱턴 D.C.: Department of the Army, ISBN 978-0-16-001918-0, 2019년 10월 18일에 원본 문서에서 보존된 문서, 2020년 6월 26일에 확인함
- Millett, Allan R. (2000), 《The Korean War, Volume 1》, 링컨: University of Nebraska Press, ISBN 978-0-8032-7794-6
- Millett, Allan R. (2010), 《The War for Korea, 1950–1951: They Came from the North》, 로런스: University Press of Kansas, ISBN 978-0-7006-1709-8
- Rottman, Gordon (2001), 《Korean War Order of Battle: United States, United Nations, and Communist Ground, Naval, and Air Forces, 1950–1953》, 웨스트포트: Praeger Publishers, ISBN 978-0-275-97835-8